# ستيف بيرس (لاعب كرة قاعدة)
ستيف بيرس (بالإنجليزية: Steve Pearce) هو لاعب كرة قاعدة أمريكي، ولد في 13 أبريل 1983 في فلوريدا في الولايات المتحدة.

## وصلات خارجية
- ستيف بيرس على موقع دوري كرة القاعدة الرئيسي (الإنجليزية)
- ستيف بيرس على موقعبيزبول رفرنس.كوم (الدوري الرئيسي) (الإنجليزية)
- ستيف بيرس على موقعبيزبول رفرنس.كوم (الدوري الثانوي) (الإنجليزية)
- ستيف بيرس على موقع إي إس بي إن.كوم (أم.أل.بي) (الإنجليزية)
- ستيف بيرس على موقع مشجعي الرسوم البيانية (الإنجليزية)